# Carmen Ruiz Moragas
María del Carmen Ruiz y Moragas (Madrid, 11 de septiembre de 1896-Madrid, 11 de junio de 1936) fue una actriz española.

## Biografía
Era hija de Leandro Antolín Ruiz y Martínez, profesional liberal originario de Almadén, en la provincia de Ciudad Real, que llegó a ser gobernador civil de Granada, y de su esposa María de las Mercedes Moragas y Pareja, nacida en Málaga en una familia acomodada. Constituían una pareja arquetípica de la clase media acomodada de principios del siglo XX. Tenía dos hermanos, José y María. Familiarmente, era llamada «Carmela».

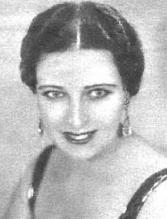
Carmen Ruiz Moragas

Dedicada al mundo de la interpretación desde muy joven, dio sus primeros pasos profesionales en la compañía de María Guerrero y Fernando Díaz de Mendoza. Su carrera artística con esa compañía incluye títulos como El retablo de Agrellano (1913), de Eduardo Marquina, La malquerida, de Jacinto Benavente, que estrenó en 1913, o Campo de armiño (1916), del mismo autor. 
Llegó a ser primera actriz del Teatro Español, en el que interpretó, entre otras obras, El castigo sin venganza (1919), de Lope de Vega, El desdén con el desdén (1920), de Agustín Moreto, El antepasado (1920), de Francisco Acebal, La danza de la cautiva (1921), de Eduardo Marquina, y Luna de la sierra (1921), de Luis Vélez de Guevara. Pasó luego al Teatro Fontalba, y estrenó La nave sin timón (1925), de Fernández Ardavín y La perla de Rafael (1925), de Luis Manzano. Era capaz de representar con soltura papeles en francés y en inglés, lenguas que dominaba.
Casada en 1919 con el torero Rodolfo Gaona, gran parte de su notoriedad se debe al hecho de haber sido durante algunos años la amante del rey de España, Alfonso XIII, con quien tuvo dos hijos, Leandro Alfonso y María Teresa. El rey le regaló un teatro, recién rebautizado como Teatro Rey Alfonso, que incluía un apartamento en la zona superior. También tuvieron en Sepúlveda (Segovia) encuentros esporádicos en la casa que ella tenía allí. Su último gran amor desde 1928 hasta sus últimos días fue el escritor Juan Chabás, poeta republicano de la primera vanguardia, novelista, ensayista, colaborador de diarios y crítico teatral. Fue socia del Ateneo de Madrid en cuyo registro figura como actriz.
Después de varios años de inactividad teatral, volvió a los escenarios y con Chabás creó una compañía teatral en el Fontalba, en la que estuvo trabajando hasta unos meses antes de su fallecimiento a causa del cáncer de útero, el 11 de junio de 1936. Murió el mismo año que su madre, Mercedes, fallecida el 19 de febrero en Madrid.
En 2006 se publicó una biografía bajo el título de La rival de la reina. Carmen Ruiz Moragas, la gran pasión de Alfonso XIII, escrita por Emilio Calle y Ada Simón. En 2015, Javier Pérez Bazo, especialista de la trayectoria intelectual y obra de Juan Chabás, publicó la novela titulada La Borbona. El mismo profesor Pérez Bazo es autor del guion cinematográfico Carmen Moragas, la Borbona. La actriz republicana amante de Alfonso XIII, basado en la novela homónima del autor.